# Амитивилль 6: Проклятые часы
«Амитивилль 6: Вопрос времени» (англ. Amityville: It’s About Time, он же Ужас Амитивилля 6 или Проклятие Амитивилля: Финал на Филиппинах) — американский фильм ужасов о сверхъестественном 1992 года, снятый Тони Рэнделом, в главных ролях — Стивен Махт, Шон Уэтерли, Меган Уорд и Дэймон Мартин. Это шестой фильм, основанный на «Ужасе Амитивилля». Он был выпущен прямо на видео в 1992 году компанией Republic Pictures Home Video. Lionsgate Home Entertainment (по лицензии FremantleMedia North America) выпустила фильм на DVD под названием Амитивилль: Вопрос времени, в июле 2005 года из названия было удалено слово «1992».
Шестой фильм зрители встретили смешано-негативно, хваля сценарий и актёров, но критикуя визуальные эффекты и сюжет.

## Сюжет
Джейкоб Стерлинг (Стивен Махт) — архитектор, только что вернувшийся домой из командировки в Амитивилле. Джейкоб живет в Берлвуде, штат Калифорния, в пригородном жилом комплексе. Бывшая девушка Джейкоба, студентка факультета искусств Андреа Ливингстон (Шон Уэтерли), наблюдает за двумя детьми-подростками Джейкоба, наивной Лизой (Меган Уорд) и обеспокоенным Расти (Дэймон Мартин), пока его нет.
Когда Джейкоб возвращается, он сообщает им, что Амитивилль хочет, чтобы его компания построила новый район с вневременной концепцией. Джейкоб также принес домой старые каминные часы, которые он нашел в развалинах старого дома в Амитивилле. Джейкоб кладет его на каминную полку, говоря, что это «то, чего не хватало нашему дому». Как только он оказывается на мантии, все становится еще хуже. Часы тикают невероятно громко; слышно наверху. Семья не знает, что часы прикрепляются к мантии, не давая им двигаться. Но самое странное, Расти посреди ночи спускается вниз и включает выключатель в гостиной. Каждый раз, когда он щелкает выключателем, гостиная заменяется старинной камерой пыток. Так происходит до тех пор, пока лампочка окончательно не перегорит.
На следующее утро, после того как Лиза и Расти уходят в школу (хотя позже мы узнаем, что Расти действительно прогуливал школу в тот день), Джейкоб решает пойти на пробежку. Когда он достигает конца пробежки, его цифровые часы загадочным образом останавливаются. Он оборачивается и видит, что его соседка миссис Тетманн (Терри Снелл) и ее собака Пичес зловеще стоят там. Миссис Тетманн отпускает Персика, и Персик нападает на Джейкоба, злобно калеча ногу Джейкоба. Джейкобу удается сбежать, порезав лицо Пичес разбитой бутылкой. Врач (Уилли К. Карпентер) принимает Андреа за жену Джейкоба в больнице. Он говорит ей, что рану Джейкоба нужно очищать и перевязывать каждые несколько часов. Андреа соглашается остаться с Джейкобом еще на несколько дней, пока он не сможет ходить. Джейкоб не заботится о своей раненой ноге дома и отказывается позволить Андреа очистить ее.
Тем временем Расти (прогуливая школу) навещает соседку Айрис Уиллер (Нита Талбот). Он рассказывает ей о том, что видел прошлой ночью в гостиной. Она предполагает, что то, что видел Расти, было злой силой. Он боялся Расти и пытался его расположить к себе. Она говорит, что он пойдет в их дом только потому, что там, где он был раньше, больше нет: «Он должен найти новый дом». Когда Расти возвращается домой, Андреа и он идут в дом миссис Тетманн, чтобы спросить, вакцинирован ли Персик. Миссис Тетманн не знает, о чем они говорят, и говорит, что они с Пичес даже не вышли из дома в тот день. Она даже показывает им лицо Персика, и от пореза не остается и следа. Расти проводит много времени, размышляя о том, что сказала Айрис.
Джейкоб не отдыхает, а занят созданием модели нового района. Андреа просит Расти принести телефонную книгу из гостиной за ужином, что обычно занимает всего минуту или две. Однако прошло три часа, когда Расти (который все время говорил) вернулся в гостиную. Лиза предоставляет Андреа свою комнату на ночь, а сама спит на диване в гостиной. Но громкое тиканье часов не дает спать Лизе всю ночь. Наконец, около 3 часов ночи, она спрашивает Андреа, может ли она переспать с ней. Андреа соглашается и просит Лизу принести подушку из гостиной. Но когда Лиза достает свою подушку, двери гостиной захлопываются и запираются. В комнате Андреа она слышит, как открывается дверь, и что-то забирается к ней в постель. Она находит другую сторону кровати, залитую черной слизью. Она включает свет, но его там нет. Андреа спускается вниз и открывает двери гостиной, выпуская Лизу. Она подозревает, что Расти мог их запереть, но он говорит ей, что пошел прогуляться.
На следующее утро Андреа узнает, что Пичес был убит накануне вечером, а на доме миссис Тетманн кровью нарисована свастика. Полиция подозревает, что Расти мог иметь к этому какое-то отношение. Той ночью парень Андреа, Леонард, навещает его, и у него была галлюцинация, в которой Джейкоб стреляет в него из пистолета. На следующий день Расти посещает дом Ирис и рассказывает ей, что он видел в своей гостиной, и говорит ей, что все началось в ту ночь, когда его отец вернулся домой из Амитивилля. Позже Айрис понимает, что из-за часов все идет не так, но по пути, чтобы предупредить Расти, ее убивает статуя аиста, упавшая с грузовика.
Тем временем в резиденции Стерлингов начинают происходить ужасные вещи: парень Лизы, Энди (Дин Кокран), тает на полу, Леонард сталкивается с слизью и зомби, поднимающимся из ванны, а Джейкоб ведет себя агрессивно. И Лиза, и Джейкоб теперь находятся под полным контролем часов, и Расти вынужден убить Лизу в порядке самообороны. Андреа удается преодолеть атаку Джейкоба, но она узнает, что часы превратили Расти в ребенка, когда он пытался его уничтожить. Андреа приказывает часам отпустить Расти и начинает ломать стену. При этом она видит гигантские часовые механизмы внутри стены и не может их уничтожить. Когда это начинает превращать ее в старуху, она поджигает открытую газовую трубу, вызывая взрыв.
Часы возвращаются к той первой ночи, когда Джейкоб принес часы домой. Однако Андреа сохранила воспоминания о произошедших событиях, и на этот раз она разбивает часы, когда Джейкоб приходит с ними домой. Когда Джейкоб спрашивает ее: «Что, черт возьми, все это было?!» она отвечает: «Время пришло, вот что!» Когда Андреа уходит, Расти видит Ирис, стоящую через улицу, и они обмениваются улыбками, намекая, что они сохранили свои воспоминания о том, что произошло.

## В ролях
- Стефен Махт — Джейкоб Стерлинг
- Шон Уэзерли — Андреа Ливингстон
- Меган Уорд — Лиза Стерлинг
- Дэймон Мартин — Расти Стерлинг
- Джонатан Пеннер — доктор Лоенард Стаффорд
- Нита Талбот — миссис Уилер
- Дин Кохрач — Энди
- Терри Снелл — миссис Тэтманн

## Выпуск
Фильм был выпущен для прямой трансляции в США 16 июля 1992 года. На Филиппинах фильм был показан в кинотеатрах компанией Jemah Films под названием Проклятие Амитивилля: Финал 11 февраля 1993 года. В 2019 году Vinegar Syndrome выпустила фильм на Blu-Ray в США, который вошел в бокс-сет Амитивилль: Проклятая коллекция. В 2022 году фильм был выпущен на Blu-Ray в Великобритании благодаря Screenbound Pictures Ltd.